# Beleg van Zierikzee (1575-1576)
Het Beleg van Zierikzee (1575–1576) gebeurde tijdens de Tachtigjarige Oorlog. Het Spaans-Nederlandse leger heroverde Zierikzee na een belegering van negen maanden. Het leger had echter bijna 2 jaar geen soldij gekregen en begon te muiten. Bevelhebber Mondragon wist Zierikzee te vrijwaren, maar de muitende afdelingen vertrokken naar het zuiden en waren daar mede verantwoordelijk voor de plundering van Aalst en de Spaanse Furie in Antwerpen. Die gebeurtenissen zouden leiden tot de Pacificatie van Gent.

## Aanloop
In augustus 1572 kwam een groep opstandelingen uit Veere naar Zierikzee. Het stadsbestuur bleef trouw aan Filips II van Spanje, maar het protestantisme werd opnieuw toegelaten en Willem van Oranje werd opnieuw stadhouder. In september 1575 verzamelde landvoogd Requesens een veldleger tegen Zeeland. Onder het bevel van Mondragon, doorwaadde men het Zijpe en de Gouwe. Ongeveer 1.200 Staatse soldaten vielen terug op Zierikzee en doorstaken de zeedijk bij Borrendamme. Mondragon liet er enkele eenheden achter, gaf opdracht om de zeedijk te herstellen, en trok verder voor het Beleg van Bommenede.
Kaspar van Vosbergen, de baljuw van Zierikzee, en twee andere edellieden bedachten een list. Op 24 oktober gingen ze naar het kamp van Mondragon, en beweerden dat de inwoners het eens waren geworden over een overgave. Wel wachtte men nog op het akkoord van de bemanning op enkele schepen, gelegen op de zeearmen. Mondragon gaf hen vrijgeleide om de Gouwe af te varen. In werkelijkheid voeren de edellieden niet naar de schepen, maar naar Walcheren. Daar kregen ze meteen drie vendels ter beschikking. 's Nachts keerden de schepen terug over de Gouwe, zonder argwaan te wekken bij de Spanjaarden, en arriveerden veilig in de haven. Die ochtend liet de baljuw alle mogelijke Spaansgezinden inschepen en wegbrengen naar Middelburg.

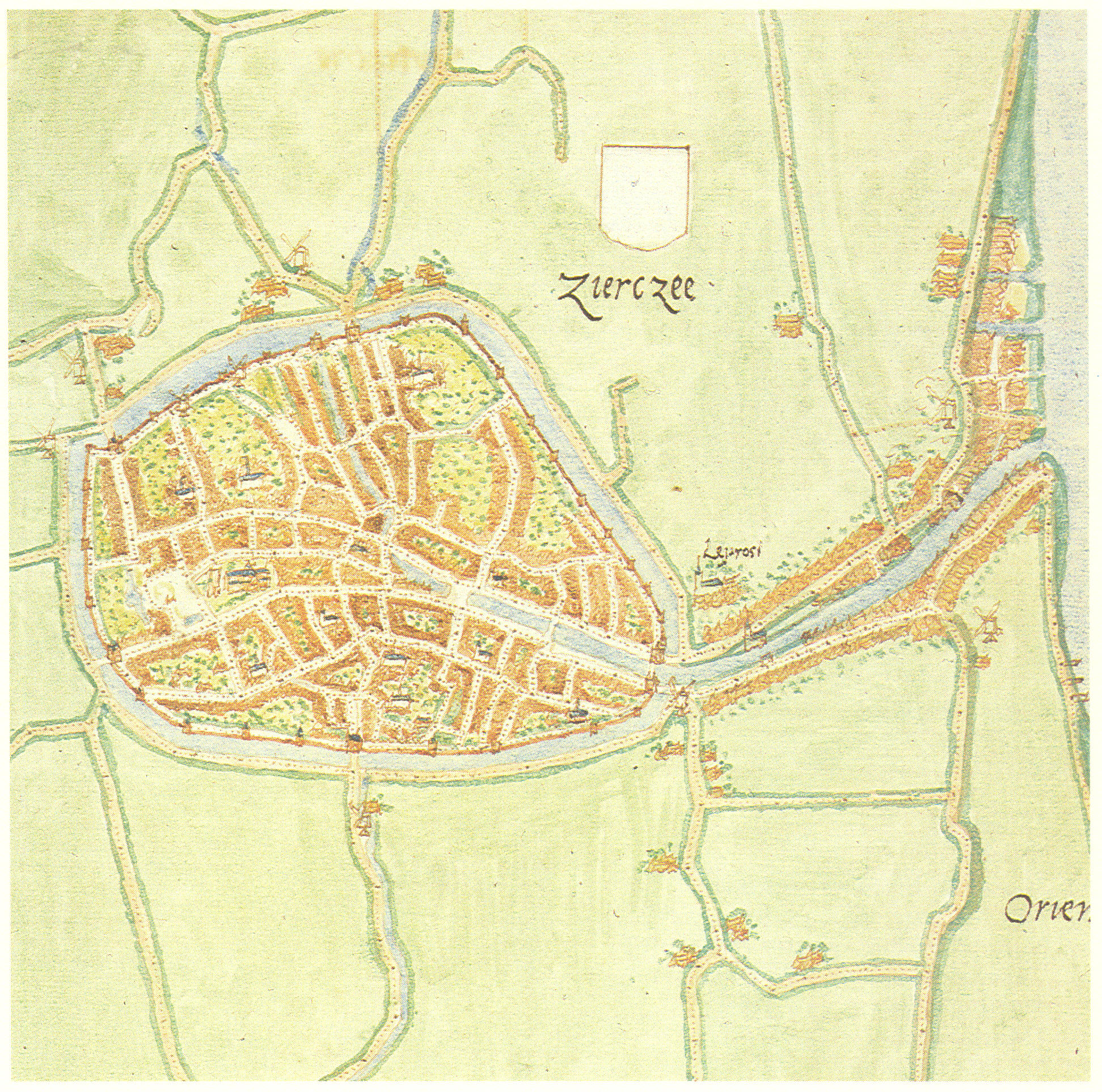
Zierikzee en de havengeul naar de Gouwe
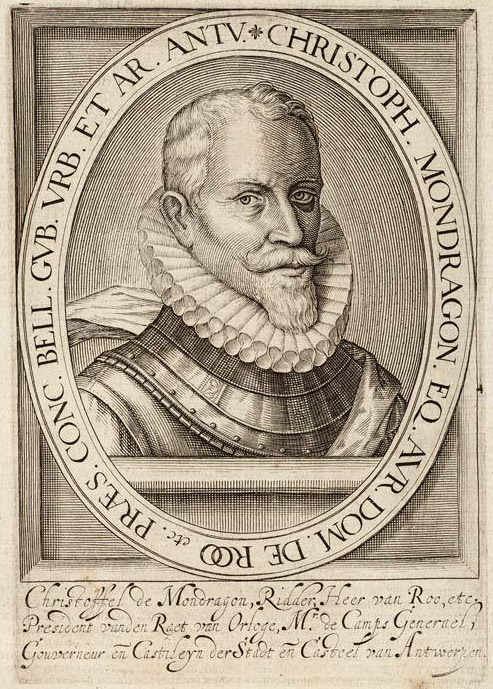
Bevelhebber Mondragon

## Mondragon tracht de stad te verhongeren
Mondragon beschikte over weinig schepen. Om de aanvoer van voedsel enigszins te beletten, liet Mondragon een schans opwerpen tegenover de monding van de havengeul. Schepen uit Holland en Walcheren trotseerden de Spaanse beschietingen om de stad te bevoorraden. Over de overstroomde polders kon men de stad ook nog bereiken, met kleine roeiboten die niet vastliepen in het ondiepe water. Later liet Mondragon de Gouwe afsluiten, zowel noordelijk als zuidelijk van de havengeul, met palen en kettingen.
Een groep Staatsen die de afsluiting ging verkennen in de nacht van 12 december, wist een Spaans schip te overmeesteren. Op 14 december voer de groep naar Serooskerke, dat men plunderde. Op 14 januari voeren ze naar Noordwelle. Een dertigtal Spaanse wachten verschansten zich in de kerk. De Staatsen staken de kerk in brand, maar de Spanjaarden weigerden naar buiten te komen. Ze klommen in de klokkentoren. Allen vonden de dood door het vuur, doordat ze naar beneden sprongen, of doordat ze sprongen en alsnog gedood werden.
In februari 1576 beschikte Mondragon over voldoende schepen om de twee afsluitingen permanent te bewaken. Enkele kanonnen waren nu niet meer nodig aan de havengeul, en werden verplaatst naar een nieuwe schans te Borrendamme. Om deze schans te bevoorraden, werd een pontonbrug gelegd over de Gouwe. Op 25 maart probeerden Spaanse schepen de havengeul op te varen, maar ze werden zwaar beschoten vanaf de Staatse versterkingen op de oevers.

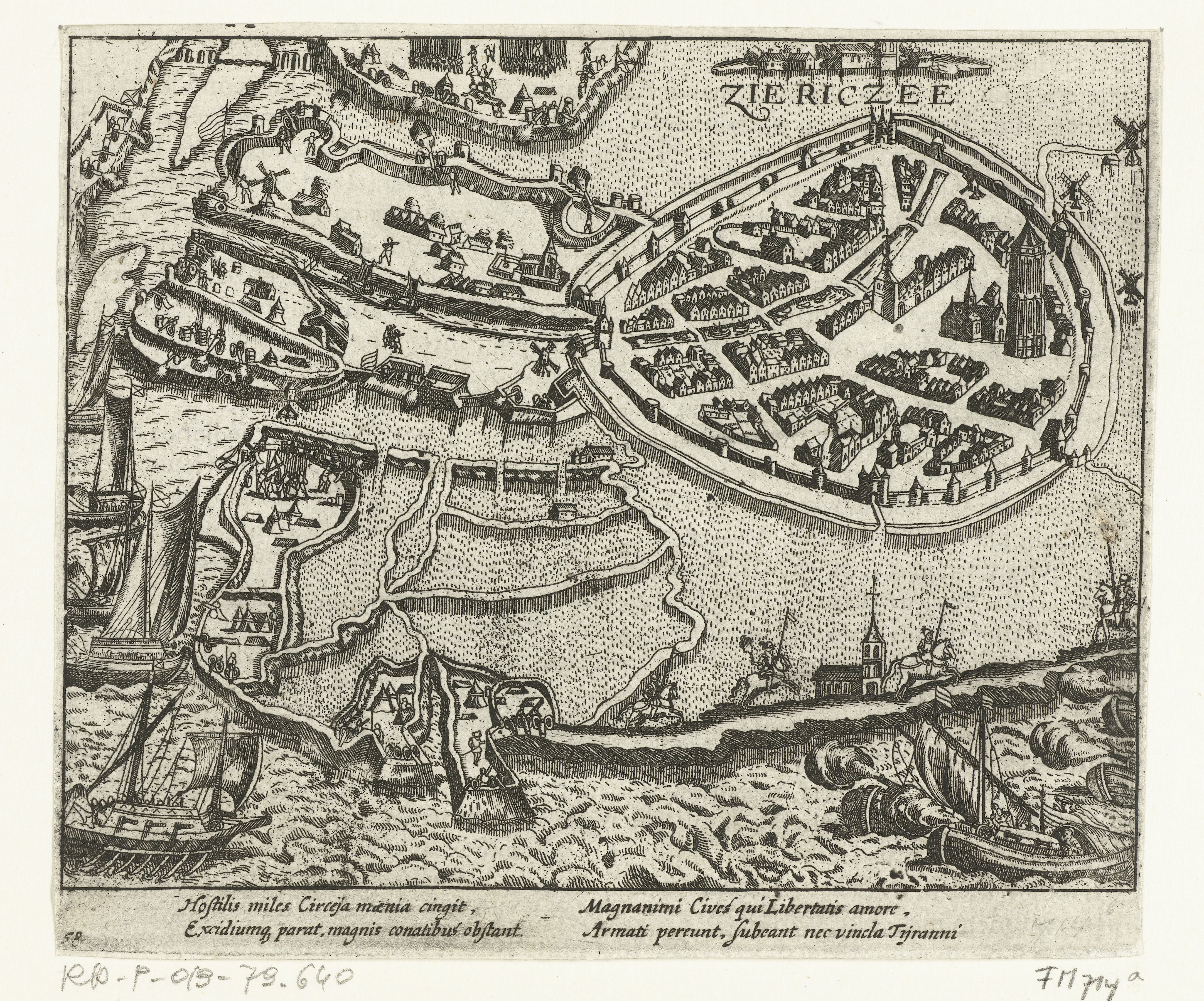
Plattegrond van de stad. Bovenaan zijn de pontonbrug en de schans zichtbaar.
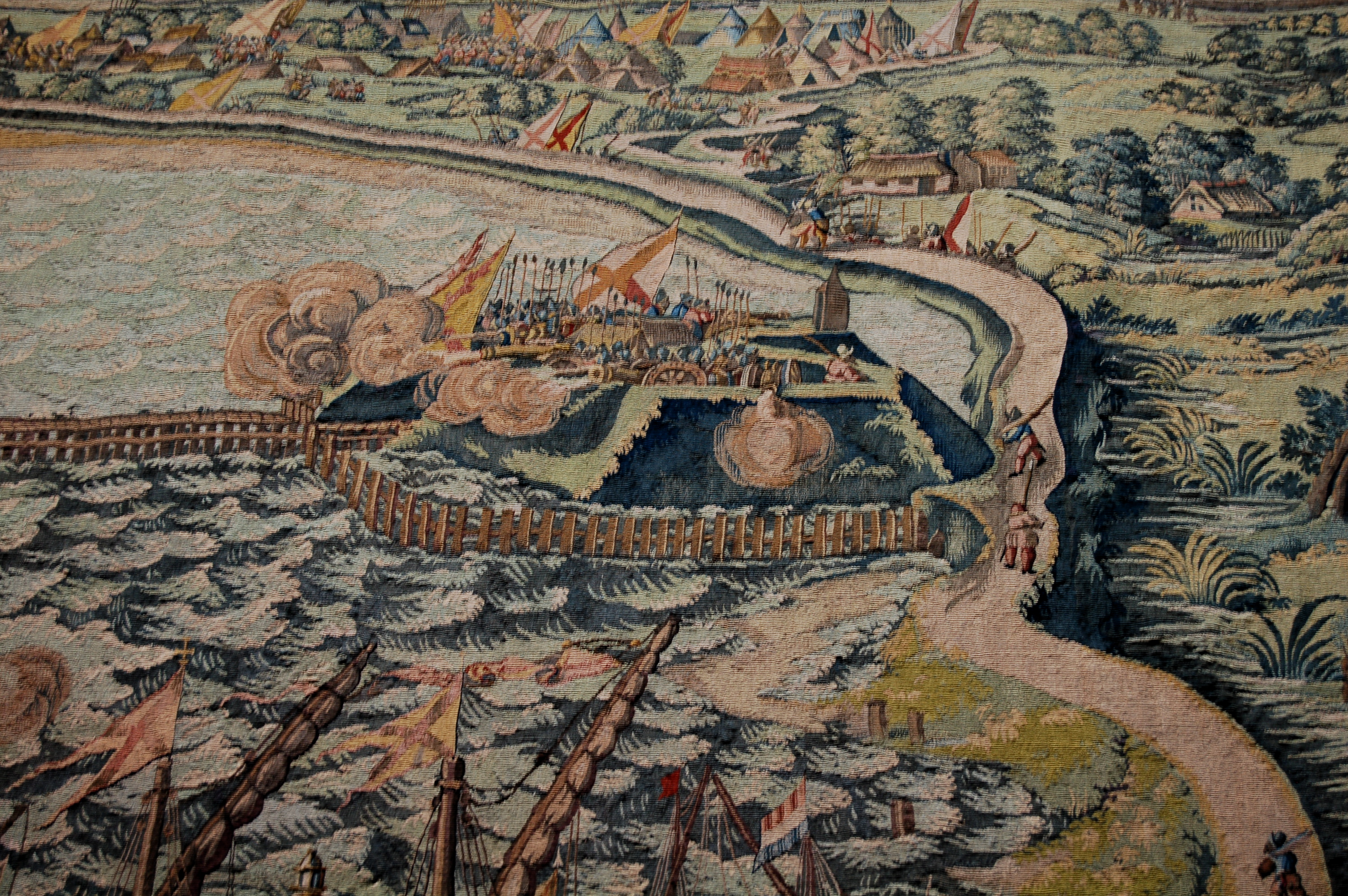
Een Spaanse positie aan de noordelijke afsluiting op de Gouwe.

## Pogingen tot ontzet
In de nacht van 11 op 12 april werd een eerste poging tot ontzet ondernomen. Grote en kleine schepen uit Walcheren voegden zich bij de vloot van Herkingen. Hiervan vertrokken dertig schepen richting het Dijkwater. Ze wilden de noordelijke blokkade doorbreken, waarna de andere schepen nieuwe voorraden zouden afleveren. De Spaanse schepen konden de aanval afslaan. 's Anderendaags volgde een tweede poging, met zware verliezen aan weerszijden. Doordat de voorraden de stad niet bereikt hadden, werd een rantsoenering van kracht.
Gezien de ernst van de situatie stuurden de opstandige steden extra schepen. Op 27 mei kwamen ongeveer 150 schepen bijeen op de Oosterschelde. De twee zwaarste slagschepen begonnen een verrassingsaanval tegen de schans te Borrendamme. Het plan was echter al verraden, en de Spaanse soldaten hadden zich ingegraven. De Staatsen slaagden er niet in de schans te overmeesteren. Uiteindelijk werd het eb en moesten ze inderhaast terugkeren naar de schepen. Eén schip liep vast en werd lek geschoten. Daarbij verdronken 300 Staatsen, onder wie admiraal Boisot.
De vloot en de stad communiceerden via lichtsignalen. De vloot wou een nieuwe aanval ondernemen op 1 juni. Tegelijkertijd moesten de schepen in de havengeul een uitval wagen, zodat de Spaanse vloot langs twee kanten aangevallen werd. Een onjuiste coördinatie deed de uitvallers echter voortijdig terugtrekken. Op 13 juni werd een volgende poging gepland. Een overloper bracht de Spanjaarden op de hoogte, waardoor zij maatregelen troffen die zo'n aanval onmogelijk maakten. Teleurgesteld voeren de Zeeuwse schepen terug naar Walcheren. De Hollandse schepen bleven ter plaatse, in afwachting van 2.000 soldaten uit Schotland.
Intussen hadden de Spanjaarden een derde schans klaar, op de Middeldijk ten noorden van Zierikzee. Nu konden ze de stad ook bestoken. Willem van Oranje stuurde een postduif om de inwoners te verzekeren dat de Schotten op komst waren, maar de postduif werd door de Spanjaarden onderschept. In de stad werden intussen alle honden, katten en paarden opgegeten. Men stuurde onderhandelaars naar Mondragon. Ook moest men de Staatse soldaten tevreden stellen, want die eisten hun soldij opdat ze niet zouden moeten vertrekken zonder betaling.

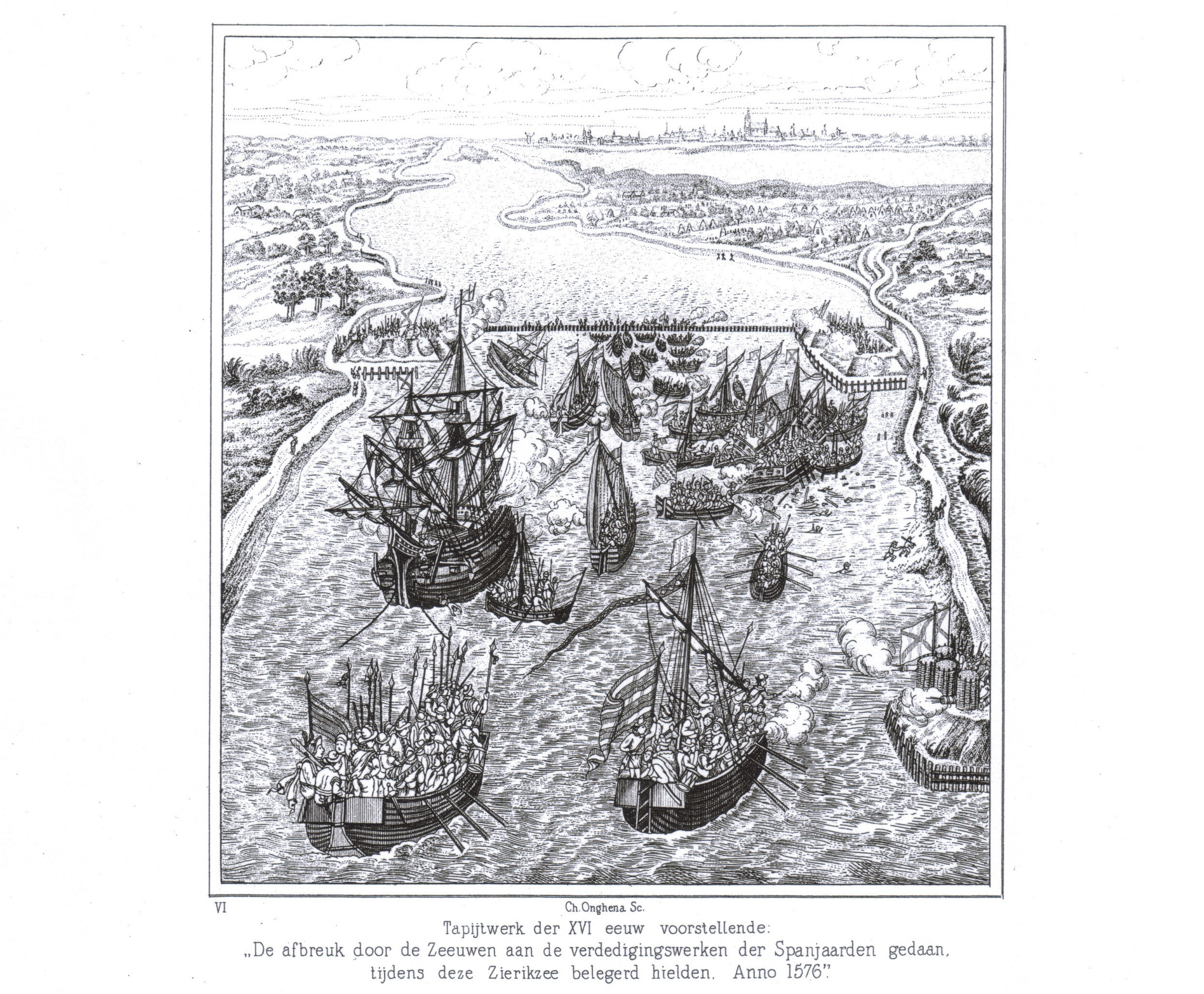
De Staatse aanval ter hoogte van het Dijkwater
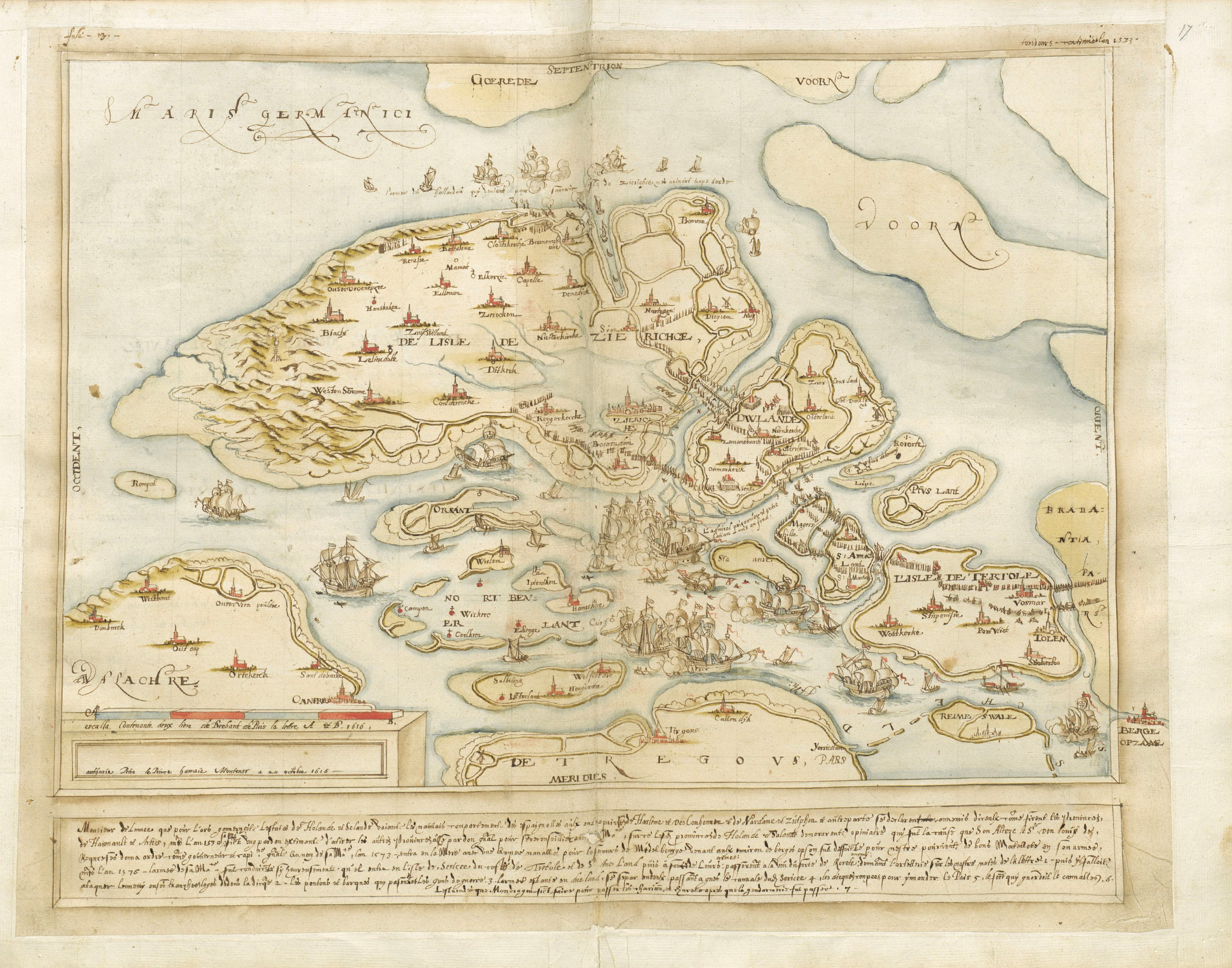
Situatieschets, met de kanonnen te Borrendamme en op de Middeldijk

## Overgave
De onderhandelingen duurden van 20 juni tot 29 juni. Zierikzee mocht haar stadsrechten behouden. De stad werd veroordeeld tot een boete van 200.000 Nederlandse gulden. Daarvan moesten 50.000 gulden betaald worden binnen 10 dagen, 50.000 binnen 6 weken, en de overige 100.000 gulden werden kwijtgescholden door genade van Filips II. Drie vooraanstaanden werden aangeduid als gijzelaars, totdat er voldaan was aan de betaling. Arend van Dorp werd naar Willem van Oranje gestuurd om de uitwisseling van krijgsgevangenen te regelen.
De Staatse manschappen mochten vreedzaam inschepen naar Walcheren. Alle belijders van het protestantisme moesten de stad verlaten. Op 2 juli landde Mondragon in de haven, met ongeveer 500 soldaten uit de Zuidelijke Nederlanden (zijn "Waalse" soldaten, omdat de bevelen in het Frans gegeven werden). Hij had de Spaanse afdelingen bevolen in hun kampementen te blijven, omdat hij hen ervan verdacht te zullen muiten en plunderen. Sommige van zijn afdelingen hadden al 22 maanden geen soldij meer ontvangen van de Spaanse overheid.
Ondanks de voorwaarden van de overgave, waren de gijzelaars ondergedoken. Ook baljuw van Vosbergen hield zich schuil, maar meldde zich uiteindelijk. Mondragon betreurde dat de baljuw door zijn list de inname van de stad nodeloos gerekt had, en dat de koning hem kon terechtstellen wegens landverraad. Hij suggereerde ook dat de baljuw méér eer kon behalen in het koninklijke leger dan bij de opstandelingen. Van Vosbergen ging daar niet op in. Mondragon liet hem voorlopig vrijuit gaan, mits permanente bewaking. Op een avond rond 15 juli wist hij zijn bewaker af te schudden en te ontsnappen in een bootje.

## Oproer
Op 12 juli eiste het leger dat het achterstallige soldij onderweg zou komen. De Spaanse afdelingen besloten alvast een vergoeding te verhalen op het dorp Nieuwerkerk. De Waalse soldaten, binnen de omwalling, konden niet plunderen en eisten daarom dat ze als eerste betaald zouden worden. Mondragon bood hen alvast twee maanden soldij aan, maar daarmee namen ze geen genoegen. De bevolking werd ongerust – een paniek die op elk moment kon omslaan in een volkswoede. Mondragon nam de baljuw als getuige dat hij er alles aan deed om de gemoederen te bedaren.
Op 17 juli kregen de officieren te horen dat het stadsbestuur nog niets kon aflossen van de beloofde 100.000 gulden. De soldaten werden zo woedend, dat het stadsbestuur vreesde dat ze weldra alles van waarde zouden plunderen. Het stadsbestuur liet elke inwoner aanslaan. Al het zilver werd door munters tot noodgeld geslagen. Alle niet-essentiële goederen werden weggebracht en verhandeld. In Antwerpen werden 50.000 gulden geleend, met de eigendommen van Zierikzee als onderpand. Zo waren alle 100.000 gulden bijeengebracht tegen september. De muitende afdelingen hadden intussen de buurdorpen leeggeroofd. Zodra ze hun deel van het geld hadden, vertrokken ze naar het verstedelijkte hertogdom Brabant, waar ze zich schuldig zouden maken aan de plundering van Aalst en de Spaanse Furie in Antwerpen.
Mondragon liet het voedsel voor zijn troepen aanvoeren per schip, maar de Staatsen beheersten de wateren en bemoeilijkten de aanvoer. Mondragon moest zijn veroveringen – na zoveel bloed en uitgaven – ontruimen. Op 3 november verliet hij Zierikzee. Willem van Oranje stuurde Hohenlohe om bezit te nemen van de ontruimde vestingen. De wens van Zierikzee om onpartijdig te mogen blijven, werd door Willem van Oranje afgekeurd. Op 7 november moest de burgerij hem trouw zweren. De stad moest tevens 14.000 gulden opbrengen voor de soldaten van Hohenlohe. De inwoners waren geruïneerd, velen waren weggetrokken, gebouwen waren beschadigd, de polders waren verzilt. Om de stad gunstig gezind te houden, kreeg ze een tijdelijk respijt van belastingen.

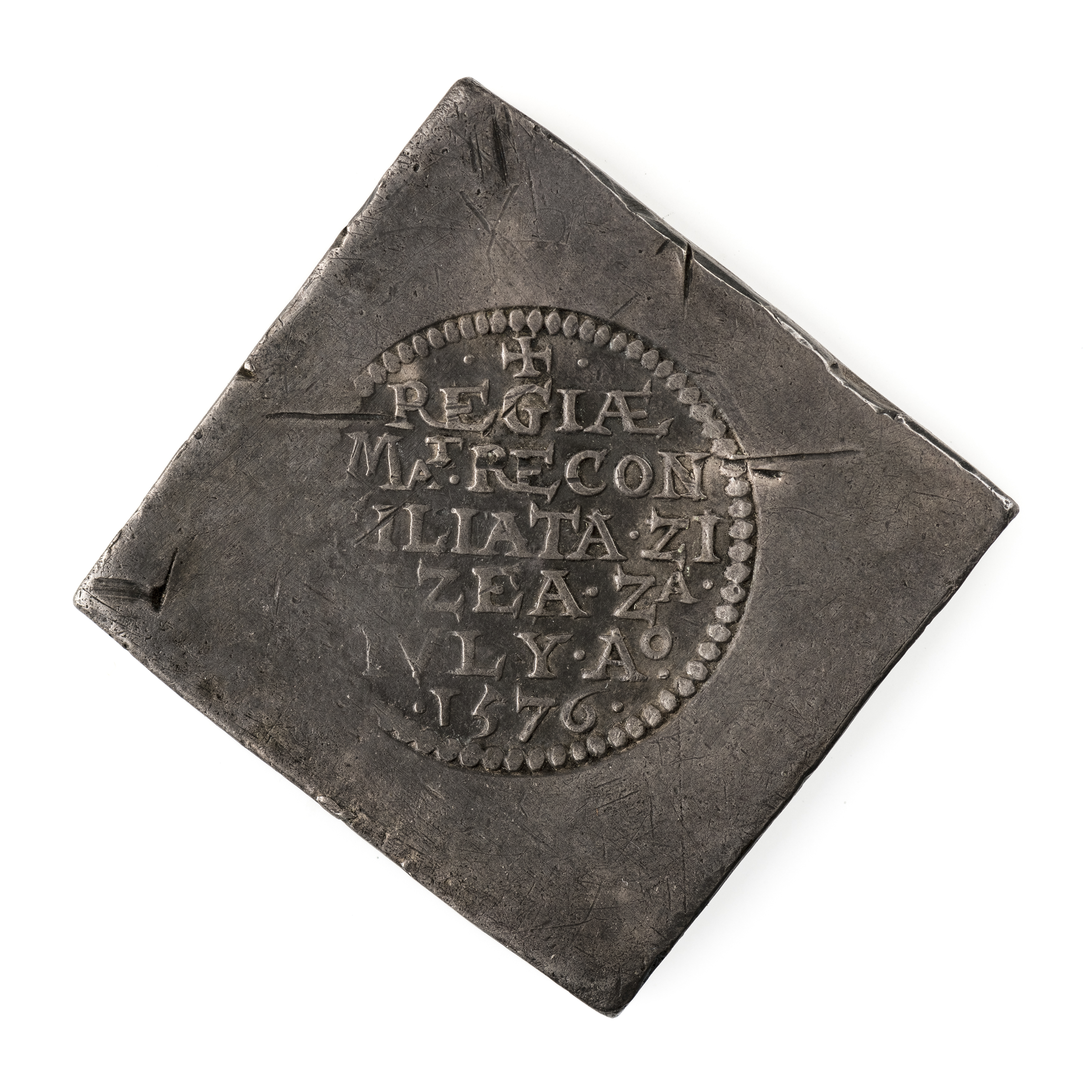
Een van de noodmunten van juli 1576
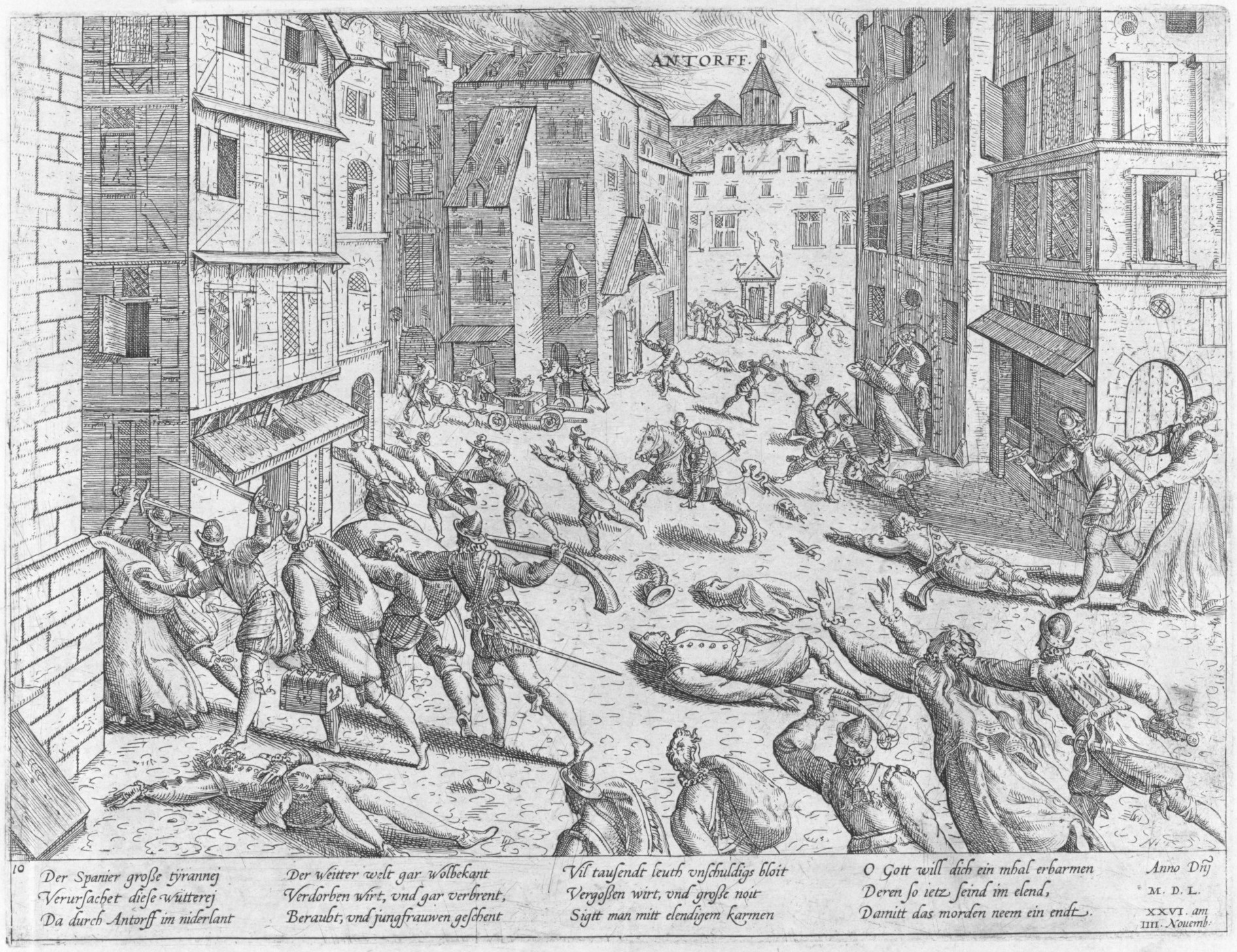
De Spaanse Furie in Antwerpen, later dat jaar